# Syndicat des auteurs, compositeurs et éditeurs de musique
La Syndicat des auteurs, compositeurs et éditeurs de musique (SACEM) è un'organizzazione facente parte dell'International Federation of the Phonographic Industry che rappresenta l'industria musicale del Lussemburgo.